# Aleksei Stahanov
Aleksei Grigorievici Stahanov (în rusă Алексей Григорьевич Стаханов; n. 3 ianuarie 1906, Lugovaya⁠(d), Livenskiy Uyezd⁠(d), gubernia Oriol⁠(d), Imperiul Rus – d. 5 noiembrie 1977, Torez, RSS Ucraineană, URSS) a fost un miner sovietic rus, Erou al Muncii Socialiste (1970) și membru al Partidul Comunist al Uniunii Sovietice (1936).
A devenit faimos în 1935 ca inițiator al unei campanii menite să crească productivitatea muncitorilor și să demonstreze superioritatea sistemului economic socialist. Aceasta mișcare a fost ulterior cunoscută sub denumirea de Mișcarea stahanovistă.

## Biografie
Aleksei Stahanov s-a născut în Lugovaya (acum parte din districtul Izmalkovsky), un sat din Livensky Uezd al guvernoratului Orel al Imperiului Rus în anul 1906. În jurul vârstei de 20 de ani a început să lucreze într-o mină numită „Tsentralnaia-Irmino” (Centrala Irmino) din Kadiivka (Donbas). În 1933, Aleksei Stahanov a devenit operator de ciocan-pilot, iar în 1935, a urmat un curs local de minerit. La 31 august 1935, s-a raportat că în decurs de 5 ore și 45 de minute, acesta a extras o cantitate record de cărbune, 102 tone (de 14 ori cota lui).
Pe 19 septembrie 1935, Stahanov a stabilit un nou record, de data aceasta cantitatea fiind de 227 de tone de cărbune într-o singură tură. Exemplul său a fost prezentat în ziare, afișe și alte materiale de propagandă ca model de urmat pentru ceilalți muncitori și a apărut pe coperta revistei Time din Statele Unite.

Portretul lui Stahanov pe coperta revistei Time, 16 decembrie 1935.

În perioada 1936-1941, Stahanov a fost student al Academiei Industriale din Moscova. În 1941 – 1942 el a fost numit director al minei Nr. 31 din Karaganda. Ulterior, între 1943 și 1957, Stahanov a lucrat în Ministerul Industriei Cărbunelui al Uniunii Republicilor Sovietice Socialiste. Între anii 1957 – 1959 acesta a fost director adjunct al trustului Chistiakovanttratsit, ocupând mai apoi funcția de asistent al inginerului șef din biroul de conducere al minei nr. 2/43 din trustul Torezantratsit până la pensionarea sa în 1974.
Recordurile lui Stahanov au dat un exemplu întregii țări și au dat naștere mișcării stahanoviste, în cadrul căreia muncitorii ce își depășeau obiectivele de producție puteau deveni „stahanoviți”.
Stahanov a fost deputat al Sovietului Suprem al Uniunii Sovietice în prima convocare. A primit de două ori Ordinul lui Lenin, Ordinul Steagul Roșu al Muncii și numeroase medalii. 
Aparent, tot în onoarea sa, ultima duminică a lunii august a fost desemnată „Ziua Minerului de Cărbune”
La un moment dat, Stahanov a întâmpinat probleme datorate alcoolului și a ajuns să-și piardă Ordinul lui Lenin și legitimația de partid în timpul unui scandal la care a luat parte, aflându-se în stare de ebrietate.
A murit în anul 1977 la vârsta de 71 de ani. Orașul Kadiivka din estul Ucrainei, unde acesta și-a început activitatea a fost redenumit, în onoarea sa, în anul 1978 în Stahanov.
Orașul a revenit la denumirea sa inițială în anul 2016, ca parte a procesului de renunțare la denumirile comuniste din Ucraina.

## Un record contestat
Validitatea recordului lui Stahanov a fost pusă sub semnul întrebării. În anul 1985 cotidianul american The New York Times a publicat o știre în care susținea că, deși Stahanov a reușit într-adevăr performanța ce i se atribuie, acest fapt s-a datorat ajutorului acordat, de mulți alți mineri ce au contribuit la doborârea recordului sub indicațiile Partidului Comunist, care a aranjat evenimentul în încercarea de a ridica moralul public.
The Times l-a citat pe șeful filialei miniere Tsentralnaia-Irmino a Partidului, Konstantin G. Petrov, care susținea următoarele: „Presupun că Stahanov nu trebuia să fie primul... Ar fi putut fi oricine altcineva. Conform ultimei analize, nu lucrătorul a fost cel care a determinat șansele de reușită, ci noul sistem de extracție a cărbunelui.”

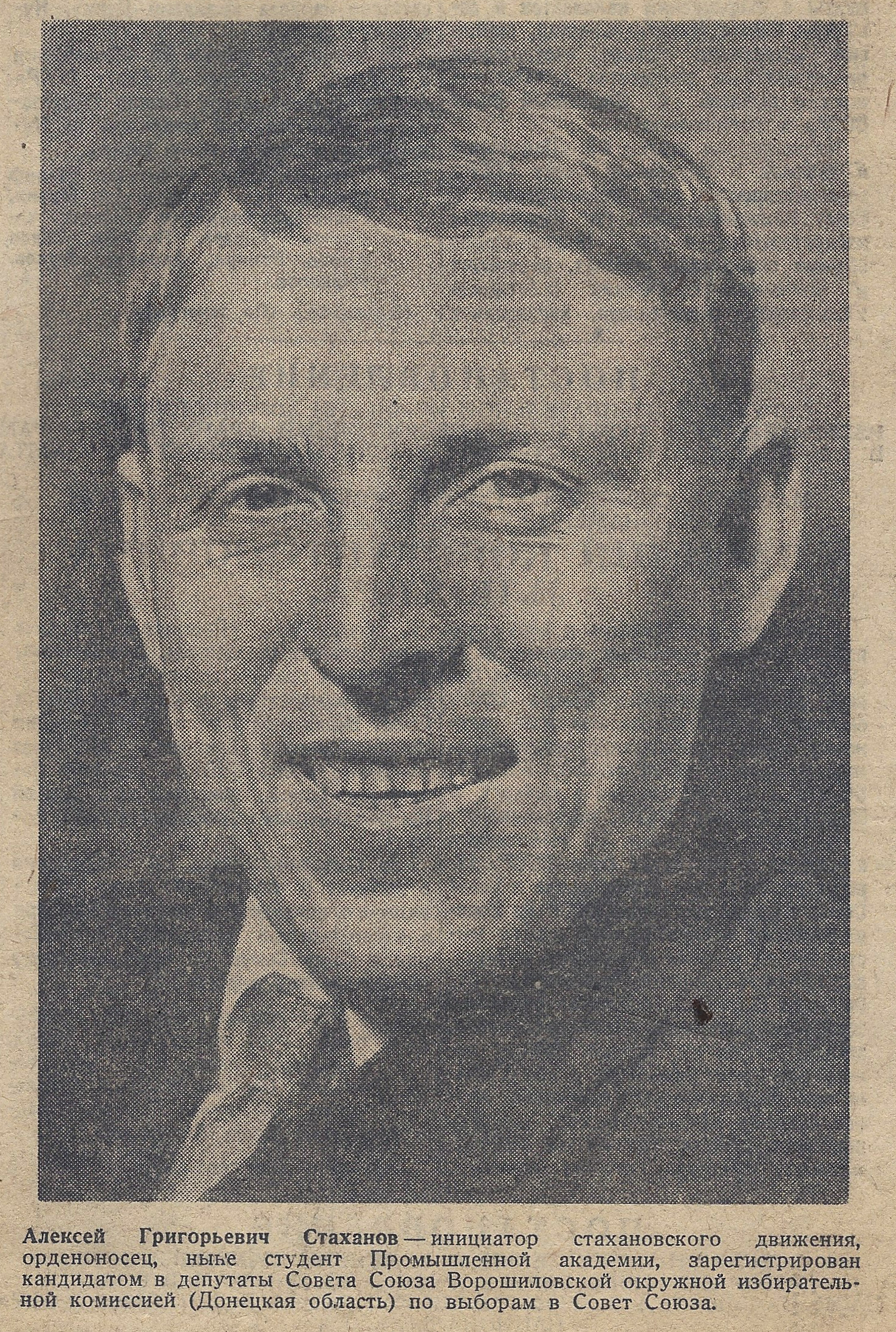
Aleksei Stahanov, student al Academiei Industriale, pe prima pagină a Pravda, numărul 314 (7280) datată de 15 noiembrie 1937.

În 1988, ziarul sovietic Komsomolskaya Pravda⁠(d) a susținut că realizările aclamate ale lui Stahanov au fost exagerate. Ziarul a insistat că Stahanov ar fi beneficiat de ajutorul mai multor lucrători, în timp ce producția a fost atribuită doar lui. Totuși, potrivit ziarului, abordarea lui Stahanov a dus în cele din urmă la creșterea productivității prin intermediul unei mai bune organizări a muncii, inclusiv prin specializare și ordonare mai bună a succesiunilor de sarcini.
De asemenea, s-a susținut că recordul său a fost doborât de către Alija Sirotanović⁠(d) din Iugoslavia și Sergej Scemuk din Ucraina.

## Viața personală
Potrivit unei povești foarte răspândite, prenumele real al lui Stahanov ar fi fost Andrei, prenume primit la naștere, însă în telegrama prin care se raporta recordul doborât se menționa doar inițiala numelui, iar editorii Pravda au raportat numele lui ca fiind Aleksei. În loc să admită greșeala, autoritățile au decis să-i înlocuiască pașaportul și alte documente de identitate, schimbându-i numele în Aleksei. Cu toate acestea, fiica sa a negat acest lucru, într-un interviu acordat în anul 2012, afirmând că nu a auzit niciodată niciun membru al familiei numindu-l pe tatăl ei Andrei, un nume neîntâlnit printre membrii familiei.
Stahanov a avut două partenere și șase copii. Împreună cu prima parteneră, Yevdokia, pe care a cunoscut-o în anul 1929, dar cu care nu a fost niciodată căsătorit, Stahanov a avut doi copii: Klavdia și Viktor.
Împreună cu cea de-a doua parteneră, care i-a fost și soție, Galina (1922-?). Stahanov a avut patru copii: Violetta (născută în 1940), Alla (1943-?) și alții - pe Vladimir și Emma, care au decedat în copilărie.

## Moștenire
- Începând cu anul 1938 și până în anul 1947, orașul Jukovski, Rusia, a fost numit Stahanovo.
- Între 15 februarie 1978 și 12 mai 2016, orașul ucrainean Kadiivka a fost numit Stahanov.
- Este reprezentat de personajul Boxer in romanul Ferma animalelor, scris de George Orwell,

## Vezi si
- Lista persoanelor premiate cu Eroul Muncii Socialiste
- Wang Jinxi
- Frank Laskier
- Lei Feng
- Alija Sirotanović